# Listă de plante medicinale - F

A - Ă - Â - B - C - D - E - F - G - H - I - Î - J - K - L - M - N - O - P - Q - R - S - Ș - T - Ț - U - V - X - Y - Z
| Plantă          | Denumire latină              | Proprietăți vindecătoare |
| --------------- | ---------------------------- | ------------------------ |
| Fasole          | Phaseolus vulgaris           |                          |
| Feciorică       | Herniaria glabra             |                          |
| Fenicul         | Foeniculum vulgare           |                          |
| Fragă de pădure | Fragaria vesca               |                          |
| Frasin          | Fraxinus, Fraxinus excelsior |                          |

Listă de plante medicinale